# تیتوس روباه
«تیتوس روباه» (انگلیسی: Titus the Fox) یک بازی ویدئویی در سبک سکوبازی است که توسط و در سال ۱۹۹۱ و در پلت‌فرم‌های داس، آمستراد سی‌پی‌سی، آمیگا، گیم بوی، گیم بوی کالر، و آتاری اس‌تی منتشر شده‌است.